# Onocolus
Onocolus là một chi nhện trong họ Thomisidae.